# Оглянись
«Оглянись» (яп. ルックバック Рукку Бакку) — японский ваншот, опубликованный в интернете, написанный и проиллюстрированный Тацуки Фудзимото. Опубликован издательством Shueisha в журнале Shōnen Jump+ в июле 2021 года. Премьера аниме-экранизации от Studio Durian состоялась 28 июня 2024 года.

## Сюжет
Аюму Фудзино — ученица начальной школы, обладающая талантом к рисованию манги, которую она публикует в школьной газете. После того, как её похвалили за исключительные навыки, она столкнулась с вызовом со стороны другой ученицы, Киомото, которая начинает публиковать свою собственную мангу вместе с мангой Фудзино, демонстрируя себя как лучшего художника из них двоих. Взбешённая этим Фудзино начинает совершенствовать свои художественные навыки, всё больше отдаляясь от друзей и семьи, поскольку она одержима идеей победить Киомото. Несмотря на развитие навыка, Фудзино не догоняет по мастерству Киомото и бросает рисование. Когда её класс заканчивает среднюю школу, Фудзино поручают вручить ей диплом Киомото, так как она страдает агорафобией и никогда не выходит из дома. Фудзино входит в дом Киомото и находит груды альбомов для рисования. Найдя листок бумаги, она рисует ёнкому, насмехающуюся над Киомото, но тот случайно попадает в её комнату. Она выходит из комнаты, чтобы встретиться с Фудзино, и признаётся, что является её фанатом, который довольно давно следит за публикациями её манги в школьной газете. Польщённая восторженным отношением к ней Киомото, Фудзино заявляет, что планирует представлять мангу на конкурсы и снова начинает рисовать.
В конце концов они объединяются для создания манги, представляя несколько ваншотов, которые получают высокую оценку. В подростковом возрасте Фудзино говорит, что она будет сниматься в сериалах, но Киомото решает не присоединяться к ней, так как хочет получить официальное художественное образование. Фудзино продолжает работать над своей мангой Shark Kick, которая становится достаточно популярной для экранизации в аниме.
Однажды Фудзино узнаёт о массовом убийстве в художественном колледже и обнаруживает, что Киомото была одной из жертв. Охваченная чувством вины из-за того, что именно она, возможно, косвенно привела к смерти Киомото, вдохновив её на карьеру художника, Фудзино возвращается в дом Киомото и разрывает ёнкому, которую она нарисовала много лет назад. Киомото слишком встревожена случившимся, чтобы выйти из своей комнаты, что мешает ей встретиться с Фудзино. Несмотря на это, он по-прежнему проявляет искренний интерес к карьере художника и всё равно поступает в колледж. Киомото едва не погибает в массовом убийстве, но её спасает Фудзино, которая задерживает потенциального убийцу. Они встречаются, когда Фудзино грузят в машину скорой помощи, и та предлагает Киомото вместе создать мангу.
Вернувшись домой, Киомото рисует ёнкому, на которой Фудзино спасает её от убийцы. Порыв ветра уносит мангу из комнаты, и Фудзино возвращается в настоящее. Потрясённая Фудзино входит в комнату Киомото и обнаруживает открытое окно и множество копий Shark Kick: несмотря на то, что их пути разошлись, Киомото никогда не переставала восхищаться ею.
Всё ещё пребывая в отчаянии из-за своего жизненного выбора, Фудзино опять бросает рисование, но тут же погружается в воспоминания, когда её манга делала Киомото счастливым. Фудзино решает вернуться и продолжить рисовать мангу, повесив ёнкому Киомото над своим рабочим местом, чтобы всегда напоминать себе о том, почему она продолжает вести такую, казалось бы, плохую жизнь.

## Персонажи
Аюму Фудзино (яп. 藤野 歩 Фудзино Аюму)
Сэйю: Юми Каваи
Киомото (яп. 京本 Киомото)
Сэйю: Мидзуки Ёсида

## Медиа

### Манга
143-страничный ваншот Look Back, написанный и проиллюстрированный Тацуки Фудзимото, был опубликован на онлайн-платформе Shōnen Jump+ от Shueisha 19 июля 2021 года. Эта глава была собрана в один том тем же издательством 3 сентября 2021 года.
Манга Look Back была опубликована в интернете на английском языке издательством Viz Media и платформой Shueisha's Manga Plus. В феврале 2022 года Viz Media объявило о получении лицензии на неё, потом ваншот был опубликован 20 сентября 2022 года. Издательство «Азбука» сообщило, что лицензировало мангу.
2 августа 2021 года было объявлено, что сцена, изображающая мужчину, страдающего «паранойей», который входит в художественную школу с топором и обвиняет студентов в плагиате, была изменена после публикации из-за отзывов читателей. Это было вызвано опасениями, что изображение страдающего от шизофрении человека как массового убийцы может заклеймить это психическое заболевание. В статье на сайте Anime News Network подразумевалось, что некоторые читатели также нашли сходство между этой сценой и поджогом Kyoto Animation в 2019 году.

### Фильм
В феврале 2024 года было объявлено о выходе полнометражной аниме-экранизации. Продюсером стала Studio Durian, а режиссёром — Киётака Осияма, который также отвечал за сценарий и дизайн персонажей. Премьера фильма состоялась в кинотеатрах Японии, где он был выпущен компанией Avex Pictures, 28 июня 2024 года. Музыка написана Харукой Накамурой; заглавная песня фильма «Light Song» написана Накамурой и исполнена Урарой.
Фильм был показан на Международном фестивале анимационных фильмов в Анси, который проходил с 9 по 15 июня 2024 года, в категории Annecy Presents, внеконкурсной категории, созданной для демонстрации зрителям различных международных анимационных фильмов.
В США организация Japan Society показало фильм на японском языке с английскими субтитрами в рамках мероприятия Japan Cuts: Festival of New Japanese Cinema в Нью-Йорке 14 июля 2024 года.
В России фильм вышел в прокат 31 октября 2024 года в дубляже.

## Отзывы и награды

### Манга
Look Back получила признание в Японии. В первый день публикации она набрала 2,5 миллиона просмотров, а за два дня — более 4 миллионов.
Танкобон разошёлся тиражом в 73 912 копий за первую неделю после выхода и в 80 186 копий за вторую, что позволило ей занять четвёртое и третье места соответственно в еженедельном чарте манги Oricon.
Look Back возглавляла список лучшей манги для мужской аудитории два года подряд в 2021 и 2022 годах в справочнике Kono Manga ga Sugoi!. Она заняла 29-е место в списке «Книги года» 2022 года по версии журнала Da Vinci. Также манга получила специальный приз премии Twitter Japan’s Trend Awards 2021. Манга заняла первое место в категории «Самая лучшая манга 2022 года» рейтинге Kono Manga wo Yome! по версии журнала Freestyle. Она также была номинирована на премию «Манга Тайсё» в 2022 году и заняла второе место с 68 баллами. В 2023 году она получила премию Rakuten Kobo E-book Award в категории «Один полный том! Ваншот». Манга была номинирована на премию Айснера за 2023 год в категории «Лучшее американское издание международных материалов в Азии».
Писатель и редактор Кадзуси Симада поставил Look Back на первое место в списке 10 лучших манг 2021 года. Шена Макнейл из журнала Sequential Tart оценила мангу 7 баллов из 10. Макнил сравнил эту историю с «Человеком-бензопилой», заявив, что, хотя Look Back — это не история о крови и насилии, в ней есть тот же тип повествования, в котором «персонаж, который не так уж и приятный, заставляет нас проникнуться к нему симпатией, оспаривая его точку зрения и помогая ему расти». Макнейл также высоко оценила визуальную составляющую, отметив «приятный реализм» и динамичность.
Даника Дэвидсон из Otaku USA похвалила мангу за её сюжет и назвала иллюстрации «очень впечатляющими», отметив, как меняется художественный стиль на протяжении всей манги, «иногда невероятно наполняясь деталями». Дэвидсон заключила: «Манга Look Back меланхолична, оставляет за собой горько-сладкое „послевкусие“ и уникальна, и это прекрасная для Фудзимото демонстрация своего мастерства».

### Фильм
Лента «Оглянись» собрала 1 017 961 780 иен, или около 6,41 миллиона долларов, после восемнадцати дней проката в Японии.